# 90s Request Top 100 2012
Dit is de 90s Request Top 100 van 2012. Deze lijst werd uitgezonden op vrijdag 28 september 2012.

## Top 100
| Positie 2012 | Positie 2011 | Artiest                                        | Titel                            |
| ------------ | ------------ | ---------------------------------------------- | -------------------------------- |
| 1            | 1            | Nirvana                                        | Smells like teen spirit          |
| 2            | 4            | Pearl Jam                                      | Black                            |
| 3            | 9            | Rage Against the Machine                       | Killing in the name              |
| 4            | 3            | Oasis                                          | Wonderwall                       |
| 5            | 2            | Blur                                           | Song 2                           |
| 6            | 8            | The Verve                                      | Bitter sweet symphony            |
| 7            | 5            | Foo Fighters                                   | Learn to fly                     |
| 8            | 7            | Red Hot Chili Peppers                          | Under the bridge                 |
| 9            | 12           | Green Day                                      | Basket case                      |
| 10           | 15           | Metallica                                      | Nothing else matters             |
| 11           | 11           | Guns N' Roses                                  | November rain                    |
| 12           | 37           | Underworld                                     | Born slippy                      |
| 13           | 22           | AC/DC                                          | Thunderstruck                    |
| 14           | 6            | U2                                             | One                              |
| 15           | 25           | The Offspring                                  | Self esteem                      |
| 16           | 17           | K's Choice                                     | Not an addict                    |
| 17           | 28           | Liquido                                        | Narcotic                         |
| 18           | 13           | The Cranberries                                | Zombie                           |
| 19           | 16           | Radiohead                                      | Creep                            |
| 20           | 14           | Charly Lownoise & Mental Theo                  | Wonderful days                   |
| 21           | 18           | Goo Goo Dolls                                  | Iris                             |
| 22           | 10           | Faithless                                      | Insomnia                         |
| 23           | 26           | Pearl Jam                                      | Alive                            |
| 24           | 21           | No Doubt                                       | Don't speak                      |
| 25           | 20           | Anouk                                          | Nobody's wife                    |
| 26           | 23           | Live                                           | Lightning crashes                |
| 27           | 31           | R.E.M.                                         | Losing my religion               |
| 28           | 39           | Soundgarden                                    | Black hole sun                   |
| 29           | 38           | Robbie Williams                                | Angels                           |
| 30           | 27           | The Prodigy                                    | Smack my bitch up                |
| 31           | 19           | Beastie Boys                                   | Sabotage                         |
| 32           | 44           | Depeche Mode                                   | Enjoy the silence                |
| 33           | 24           | Coolio                                         | Gangsta's paradise               |
| 34           | 29           | Alanis Morissette                              | Ironic                           |
| 35           | 35           | Bush                                           | Glycerine                        |
| 36           | 36           | Bryan Adams                                    | Summer of '69                    |
| 37           | 30           | Daft Punk                                      | Around the world                 |
| 38           | RE           | KoRn                                           | Freak on a leash                 |
| 39           | 40           | Acda en De Munnik                              | Het regent zonnestralen          |
| 40           | 47           | Air                                            | All I need                       |
| 41           | 80           | Guano Apes                                     | Open your eyes                   |
| 42           | 46           | Counting Crows                                 | Mr. Jones                        |
| 43           | 33           | DJ Paul Elstak                                 | Rainbow in the sky               |
| 44           | 32           | Massive Attack                                 | Unfinished sympathy              |
| 45           | 52           | Bruce Springsteen                              | Streets of Philadelphia          |
| 46           | 62           | Eiffel 65                                      | Blue (Da ba dee)                 |
| 47           | 71           | Skunk Anansie                                  | Weak                             |
| 48           | 63           | Red Hot Chili Peppers                          | Scar tissue                      |
| 49           | 86           | Spice Girls                                    | Wannabe                          |
| 50           | 68           | Beck                                           | Loser                            |
| 51           | 74           | House of Pain                                  | Jump around                      |
| 52           | 43           | Van Dik Hout                                   | Stil in mij                      |
| 53           | 34           | Manic Street Preachers                         | Motorcycle emptiness             |
| 54           | 98           | MC Hammer                                      | U can't touch this               |
| 55           | 78           | Blink 182                                      | What's my age again?             |
| 56           | 56           | Crash Test Dummies                             | Mmm mmm mmm mmm                  |
| 57           | 87           | Limp Bizkit                                    | Nookie                           |
| 58           | 45           | Michael Jackson                                | Black or white                   |
| 59           | 92           | Nirvana                                        | Come as you are                  |
| 60           | 48           | Guus Meeuwis & Vagant                          | Het is een nacht... (Levensecht) |
| 61           | RE           | Aerosmith                                      | I don't want to miss a thing     |
| 62           | 61           | Lenny Kravitz                                  | Are you gonna go my way          |
| 63           | 70           | Fatboy Slim                                    | Praise you                       |
| 64           | 69           | 4 Non Blondes                                  | What's up?                       |
| 65           | 65           | Weezer                                         | Buddy Holly                      |
| 66           | 84           | BLØF                                           | Harder dan ik hebben kan         |
| 67           | 42           | The Chemical Brothers                          | Hey boy hey girl                 |
| 68           | 66           | Backstreet Boys                                | Everybody (Backstreet's back)    |
| 69           | 76           | Smashing Pumpkins                              | Disarm                           |
| 70           | 88           | Natalie Imbruglia                              | Torn                             |
| 71           | –            | The Bloodhound Gang                            | The bad touch                    |
| 72           | 54           | Pearl Jam                                      | Jeremy                           |
| 73           | 82           | Fugees                                         | Killing me softly                |
| 74           | 50           | The Cardigans                                  | My favorite game                 |
| 75           | 97           | Novastar                                       | Wrong                            |
| 76           | –            | Destiny's Child                                | No no no                         |
| 77           | RE           | Spin Doctors                                   | Two princes                      |
| 78           | RE           | De Poema's                                     | Mijn houten hart                 |
| 79           | RE           | Blind Melon                                    | No Rain                          |
| 80           | 75           | Snap!                                          | Rhythm is a dancer               |
| 81           | 94           | The Black Crowes                               | Remedy                           |
| 82           | 72           | Jamiroquai                                     | Deeper underground               |
| 83           | RE           | Britney Spears                                 | ...Baby one more time            |
| 84           | RE           | Stone Temple Pilots                            | Plush                            |
| 85           | RE           | Eric Clapton                                   | Tears in heaven                  |
| 86           | 100          | New Radicals                                   | You get what you give            |
| 87           | 67           | Radiohead                                      | Street spirit (Fade out)         |
| 88           | RE           | Eminem                                         | My name is                       |
| 89           | 93           | Genesis                                        | Jesus he knows me                |
| 90           | –            | The Presidents of the United States of America | Peaches                          |
| 91           | 73           | Sinéad O'Connor                                | Nothing compares 2 U             |
| 92           | 79           | 2 Pac                                          | Changes                          |
| 93           | 96           | Metallica                                      | Enter sandman                    |
| 94           | RE           | Madonna                                        | Frozen                           |
| 95           | –            | Portishead                                     | Glory box                        |
| 96           | 58           | Robbie Williams                                | Let me entertain you             |
| 97           | RE           | Bon Jovi                                       | Always                           |
| 98           | –            | Vengaboys                                      | Boom, boom, boom, boom!!         |
| 99           | RE           | Seal                                           | Kiss from a rose                 |
| 100          | RE           | Babylon Zoo                                    | Spaceman                         |

## Hitfeiten
- In de lijst van 2012 kwamen 5 singles voor het eerst voor.
- 13 Singles kwamen weer terug in de lijst.
- De volgende 18 singles zijn uit de lijst verdwenen.

| Positie 2011 | Artiest               | Titel                      |
| ------------ | --------------------- | -------------------------- |
| 41           | Oasis                 | Don't look back in anger   |
| 49           | Nirvana               | Lithium                    |
| 51           | Party Animals         | Have you ever been mellow? |
| 53           | Fun Lovin' Criminals  | Scooby snacks              |
| 55           | Faithless             | God is a DJ                |
| 57           | Beastie Boys          | Intergalactic              |
| 59           | The Bloodhound Gang   | Fire water burn            |
| 60           | Jewel                 | Foolish games              |
| 64           | Guns N' Roses         | Knockin' on heaven's door  |
| 77           | Live                  | The dolphin's cry          |
| 81           | Anouk                 | R U kiddin' me             |
| 83           | Jeff Buckley          | Hallelujah                 |
| 85           | Green Day             | When I come around         |
| 89           | Blackstreet & Dr. Dre | No diggity                 |
| 90           | Chumbawamba           | Tubthumping                |
| 91           | Bon Jovi              | Bed of roses               |
| 95           | Queen                 | The show must go on        |
| 99           | Live                  | I alone                    |

2004 · 2005 · 2006 · 2007 · 2008 · 2009 · 2010 · 2011 · 2012 · 2013 · 2014